# エカテリンブルク時間
|  | UTC+2  | MSK-1 | カリーニングラード時間 (KALT) |
|  | UTC+3  | MSK   | モスクワ時間 (MSK)            |
|  | UTC+4  | MSK+1 | サマラ時間 (SAMT)             |
|  | UTC+5  | MSK+2 | エカテリンブルク時間 (YEKT)   |
|  | UTC+6  | MSK+3 | オムスク時間 (OMST)           |
|  | UTC+7  | MSK+4 | クラスノヤルスク時間 (KRAT)   |
|  | UTC+8  | MSK+5 | イルクーツク時間 (IRKT)       |
|  | UTC+9  | MSK+6 | ヤクーツク時間 (YAKT)         |
|  | UTC+10 | MSK+7 | ウラジオストク時間 (VLAT)     |
|  | UTC+11 | MSK+8 | マガダン時間 (MAGT)           |
|  | UTC+12 | MSK+9 | カムチャツカ時間 (PETT)       |

エカテリンブルク時間（エカテリンブルクじかん、Yekaterinburg Time、YEKT）は、協定世界時 (UTC) を5時間進ませた標準時 (UTC+5) である。ロシア第4標準時とも呼ばれる。2011年3月27日までは冬時間が UTC+5 で、エカテリンブルク夏時間 (Yekaterinburg Summer Time、YEKST) が UTC+6 であったが、それまでの夏時間を通年の標準時とする形で夏時間制が廃止された。2014年10月26日からは、2011年3月27日以前の冬時間を通年の標準時とする形で UTC+5 となった。

## 採用しているロシアの地域
- オレンブルク州
- クルガン州
- スヴェルドロフスク州
- チェリャビンスク州
- チュメニ州 （ヤマロ・ネネツ自治管区を含む）
- バシコルトスタン共和国
- ハンティ・マンシ自治管区
- ペルミ地方 （ペルミ州、コミ・ペルミャク自治管区）

## 関連
- ロシア時間
- エカテリンブルク